# SN 2006dt
SN 2006dt – supernowa typu Ia odkryta 20 lipca 2006 roku w galaktyce NGC 5681. W momencie odkrycia miała maksymalną jasność 16,80m.